# 지미는 슬프지 않다
"지미는 슬프지 않다"는 1963년 공개된 대한민국의 영화이다.

## 배역
- 김지미
- 최무룡
- 전영선
- 손미희자
- 남미리
- 최남현
- 박암
- 남춘역
- 노경희
- 정애란
- 윤신옥
- 윤아영
- 독고성
- 채랑
- 이예민
- 최성
- 윤일주
- 조덕성
- 이영
- 박철
- 최일